# Les Ressuintes
Les Ressuintes település Franciaországban, Eure-et-Loir megyében. Lakosainak száma 153 fő (2022. január 1.). Les Ressuintes Lamblore, La Puisaye és La Ferté-Vidame községekkel határos.

## Népesség
A település népességének változása:
| Lakosok száma | 115  | 101  | 79   | 145  | 138  | 129  | 122  | 116  | 128  | 153  |
|               | 1968 | 1982 | 1990 | 2006 | 2013 | 2015 | 2017 | 2019 | 2020 | 2022 |